# حاجتی
حاجتی، روستایی از توابع بخش مرکزی شهرستان اندیکا در استان خوزستان ایران است.	

## جمعیت
این روستا در دهستان قلعه خواجه قرار دارد و براساس سرشماری مرکز آمار ایران در سال ۱۳۸۵، جمعیت آن ۱۴۶ نفر (۳۰خانوار) بوده‌است.